# Nové Město pod Smrkem
Pour les articles homonymes, voir Nové Město.
Nové Město pod Smrkem (en allemand : Neustadt an der Tafelfichte) est une ville du district et de la région de Liberec, en Tchéquie. Sa population s'élevait à 3 725 habitants en 2025.

## Géographie
La ville est située dans le nord de la région historique de Bohême, près de la frontière avec la Pologne. Les monts de la Jizera, une chaîne des Sudètes occidentales autour du sommet de la Smrk (1 124 m) au sud-est, constituent les limites avec la région de Silésie (Basse-Silésie) et avec la Haute-Lusace. Nové Město pod Smrkem se trouve à 22 km au nord-est de Liberec et à 110 km au nord-est de Prague.

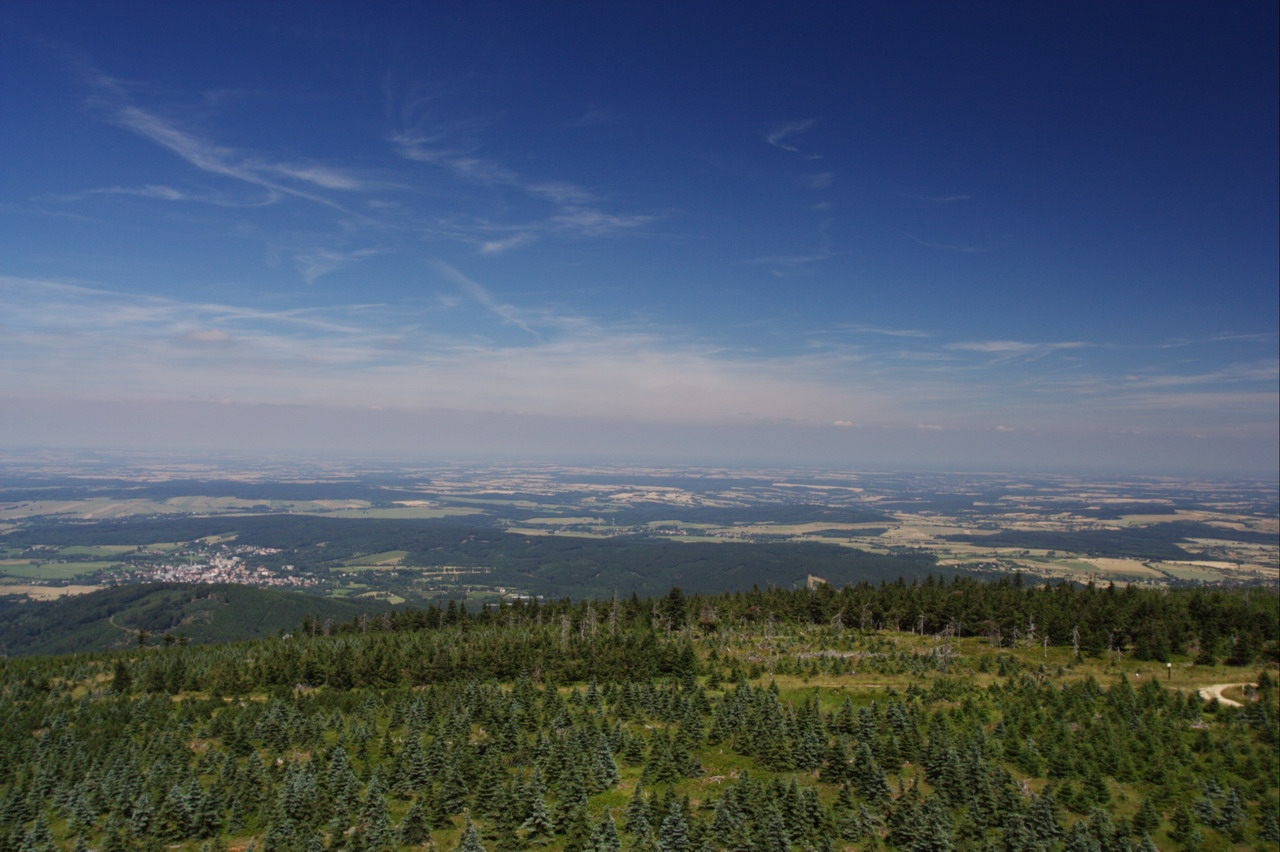
Vue générale depuis le mont Smrk (1124 m).
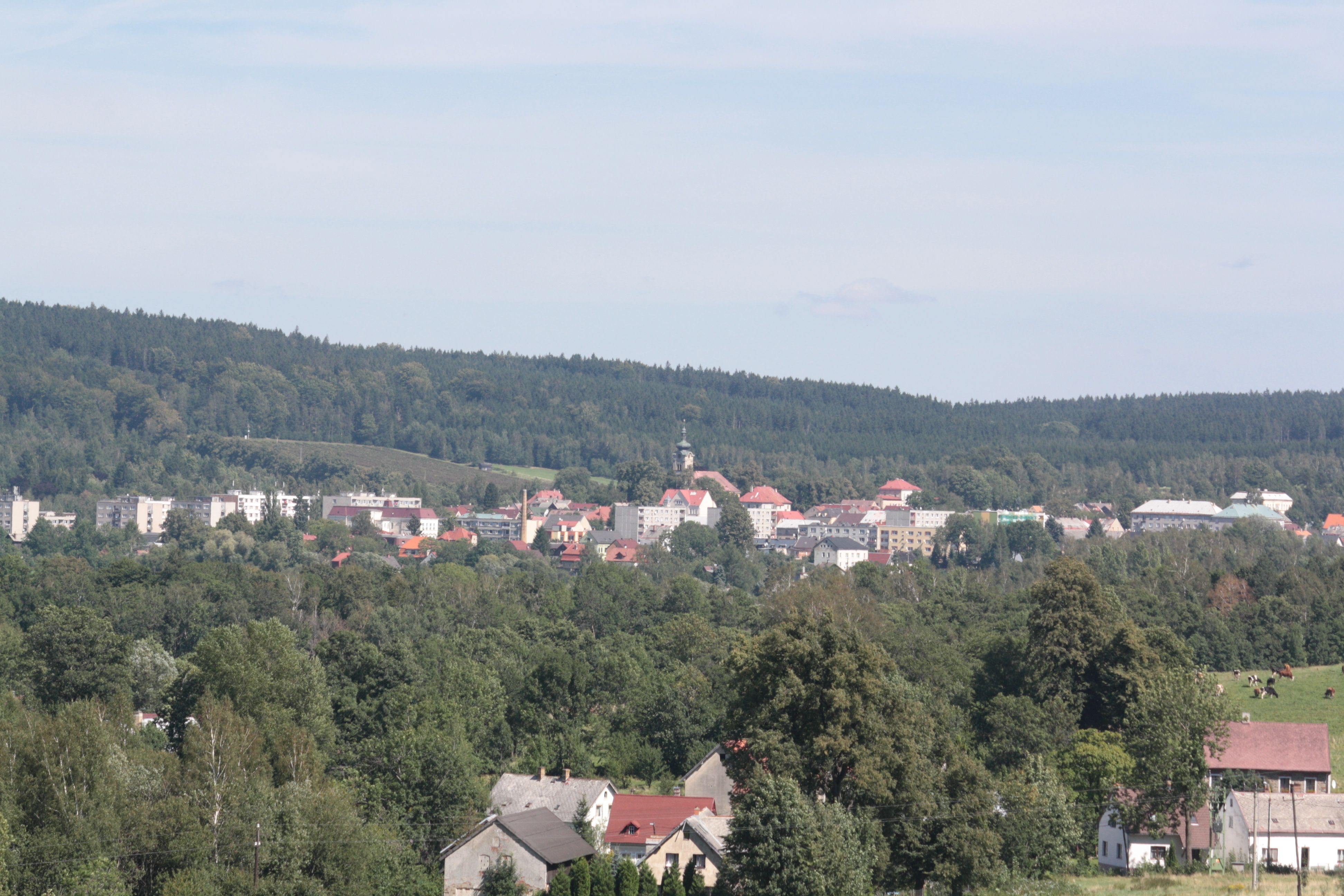
Panorama de Nové Město pod Smrkem.

Le territoire communal est limité par Dolní Řasnice, Horní Řasnice et Jindřichovice pod Smrkem au nord, par Świeradów-Zdrój en Pologne à l'est, par Lázně Libverda au sud, et par Raspenava et Krásný Les à l'ouest.

## Histoire

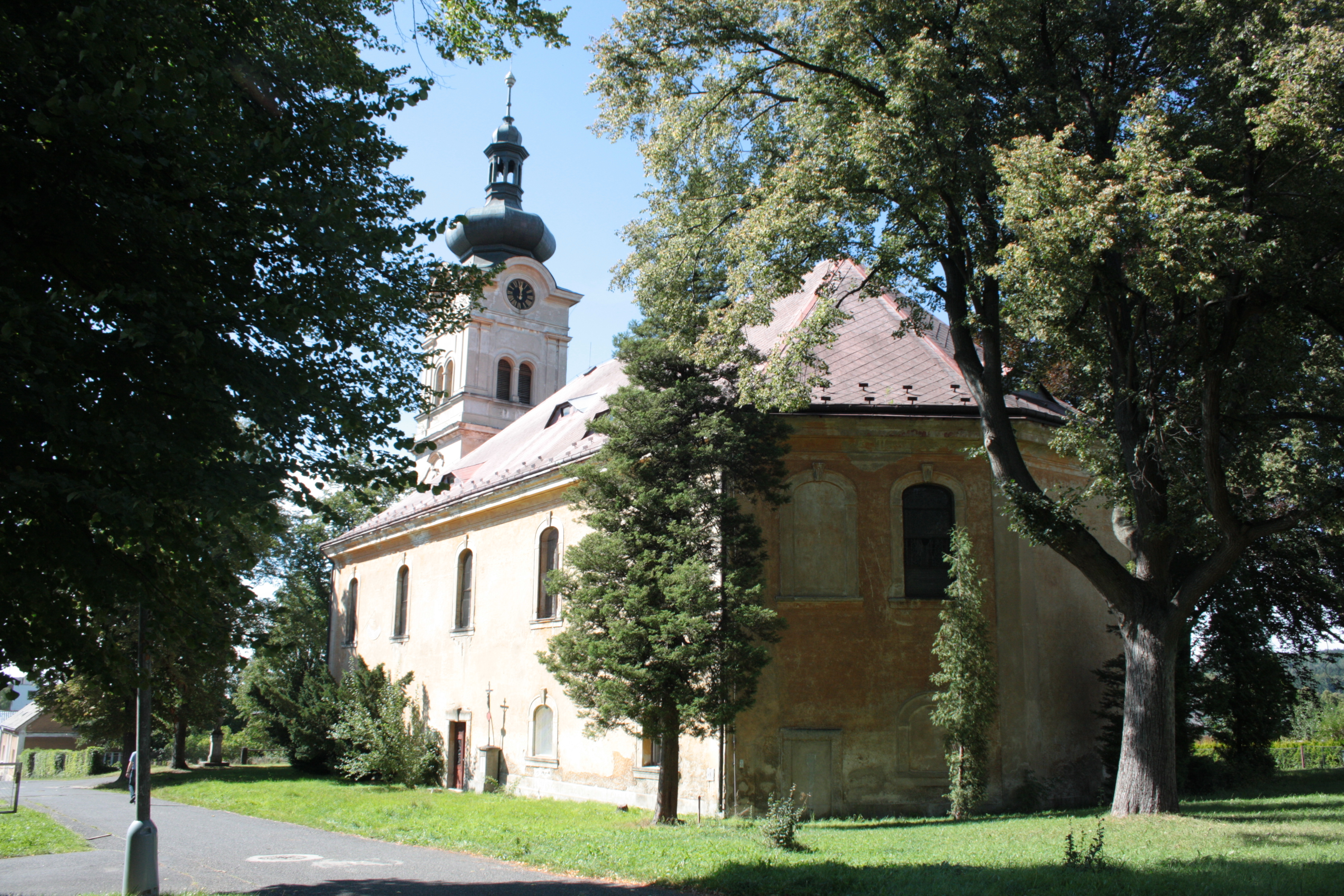
Église Sainte-Catherine.

Melchior de Redern, un chef militaire de l'empereur Rodolphe II de Habsbourg, fonda la cité minière de Böhmisch-Neustadt en 1584 pour les mineurs saxons qui exploitaient le cuivre, le fer et l'étain dans les montagnes environnantes. En 1592, il lui donnait le privilège urbain. L'ancien plan de la ville ressemblera à Marienberg dans les monts Métallifères.
Lorsque la guerre de Trente Ans a éclaté, la famille von Redern a perdu le domaine en faveur d'Albrecht von Wallenstein et par la suite, l'activité minière est complètement arrêtée. Au XIXe siècle, la production textile agrandi avec importance. À la suite de la Première Guerre mondiale et de la dissolution de l'Autriche-Hongrie, la ville passa sous l'autorité de la République tchécoslovaque. Après la Seconde Guerre mondiale, en 1945, la population germanophone fut expulsée sur la base des décrets Beneš. 

## Administration
La commune se compose de trois quartiers :
- Nové Město pod Smrkem
- Hajniště
- Ludvíkov pod Smrkem

## Transports
Par la route, Nové Město pod Smrkem se trouve à 12 km de Frýdlant, à 32 km de Liberec et à 146 km de Prague.

## Personnalités
- Alfred Bäumler (1887-1968), philosophe et pédagogue ;
- Hermann Michel (1888-1965), minéralogiste.

## Jumelages
- Świeradów-Zdrój (Pologne)
- Mirsk (Pologne)
- Leśna (Pologne)